# Пайерн
Пайерн (на френски: Payerne) е селище в западна Швейцария, в окръг Броа-Вюли на кантон Во. Населението му е 9699 души (по приблизителна оценка от декември 2017 г.).

## География
Разположено е на 456 m надморска височина на 5 km югоизточно от езерото Ньошател и на 35 km североизточно от Лозана.

## История
Най-ранните свидетелства за хора в района на Пайерн са открити неолитни предмети и следи от селище от бронзовата епоха. Известни са и надгробни могили от Халщатската и Латенската култура, келтски мост и път, следи от сгради и други останки от Римската епоха
Сегашното селище съществува от Ранното средновековие. През 587 година епископ Марий построява в селото вила и параклис, превърнат по-късно в енорийска църква. През X век е основан клюнийски манастир, а към 961 година се отнася първото писмено споменаване на селището – под името ecclesie sancte Marie Paterniacensis. През 1033 година император Конрад II е коронясан в манастирската църква на Пайерн за крал на Бургундия.
Не по-късно от 1302 година приорът на манастира дава на гражданите на Пайерн правото да създадат общински съвет, а през 1348 година градът получава своя харта. През XIV век на мястото на старата църква е построена запазената и до днес сграда в готически стил.

## Инфраструктура
В Пайерн е разположена основната авиобаза на Швейцарските военновъздушни сили във франкофонската част на Конфедерацията.

## Известни личности
Родени в Пайерн
- Антоан-Анри Жомини (1779 – 1869), офицер и военен теоретик